# Падуа
Па̀дуа (на латински: Padua; на италиански: Padova, Пàдова) е град в Североизточна Италия, център на провинция Падуа в област (регион) Венето.
Разположен е на река Бакильоне, на 40 km западно от Венеция. Населението на града е 213 259 души по данни на преброяването през 2010 г.

## История

### Античност
Падуа претендира да е най-старият град в Северна Италия. Според сведения датиращи от времето на Енеида на Вергилий и от Ab Urbe на Ливий, Падуа е основана около 1183 пр.хр. от троянския принц Антенор.
След падането на Троя, Антенор повежда група от троянци, както и изгонени от Пафлагония енети или венети да заселят Паданската низина в Италия. След време, през 1274 г. сл.хр. средновековната падуанска община организира ексхумация на античния каменен саркофаг и обявява, че намерените останки принадлежат на Антенор. На надписа до гробницата написан от местния хуманист Ловато Ловати пише: „Този издялан от мрамор гроб съдържа тялото на благородния Антенор, който остави своята страна и поведе енетите и троянците, изгони евганейците и основа Падуа“.
И все пак съвременни проучвания показват, че гробът датира между 4ти и 3ти век пр.хр. Въпреки това археологически останки в центъра на града свидетелстват за ранна година на основаване – някъде между 11ти и 10ти век пр.хр.
Около 5ти век пр.хр. Падуа процъфтява по бреговете на река Брента известна тогава като Medoacus Maior.
Римският историк Тит Ливий описва опит за нашествие на спартанския цар Клеонимос около 302 г. пр.хр. В речна битка спартанският флот е победен от венетите. По-късно венетите от Падуа успешно отблъскват нашествия на етруските и галите. Според Тит Ливий и Силий Италик, венетите, включително тези от Падуа, формират съюз с римляните насочен срещу общите им врагове – първо галите, после картагенците. В битката при Кана воини от Падуа се бият и загиват рамо до рамо с римските легиони.
С римското разширяване на север, Падуа постепенно бива приобщена към Римската Република. През 175 г. пр.хр. Падуа моли за помощ Рим за потушаването на местна гражданска война. През 91 г. пр.хр. Падуа и други венетски градове се бият за Рим срещу бунтовниците в Съюзническата война. Около 49 г. пр.хр Падуа придобива статут на римска община, а неговите граждани покровтелствани от римският род Фабии. По това време се предполага, че населението на града е 40 000 души. Градът е бил известен с превъзходните си коне и вълната от местните овце. Поетът Марциал отбелязва дебелината на туниките произведени в този град.
В края на 1 в. пр.хр., Падуа изглежда да е бил най-благоденстващият град в Италия след Рим. Градът станал толкова могъщ, че е имал възможност да мобилизира 200 000 мъже за армията. Въпреки своето богатство, градът е бил сочен като пример за строг морал и скромни обноски. Недалеч от Падуа, в Абано е роден римския историк Ливий. Падуа е родно място и на личности като Публий Клодий Тразеа Пет, Квинт Асконий Педиан, и може би на Гай Валерий Флак.
Христянството в Падуа, както и в по-голямата част от Венето е въведено от Свети Просдоций. Той се възприема за първият епископ на града. Неговият дякон Даниел, който е с еврейски произход също е патрон на града.

### Късна античност
В този период Падуа споделя съдбата на повечето градове в Североизточна Италия по това време. Тя страда от честите набези на хуните и бива превзета от Атила през 450 г. Няколко години след това градът попада под контрола на готските крале Одоакар и впоследствие на Теодорих Велики.
През 540 г. Падуа бива присъединена за кратко към Византийската империя по време на така наречените Готски войни. Войната предизвиква обезлюдявне подсилено и от чумата, която върлува в онези години. Под ръководството на Тотила, готите отново завземат града, но той бързо попада в ръцете на Византия при Нарсес, но в крайна сметка през 568 г. градът бива превзет и администриран от Ломбардите. В този период на продължителни войни, глад и болести жителите на Падуа търсят безопасност и убежище в близките лагуни на Адриатика, мястото което ще се превърне във Венеция. През 601 г. градът въстава срещу ломбардския крал Агилулф, който поставя Падуа в обсада. След продължилата 12 години кървава обсада ломбардите опожаряват града. Много древни артефакти и сгради биват унищошени или сериозно повредени. Останките от амфитеатъра и някои основи на мостове са всичко, което се е съхранило от римска Падуа до наши дни. Избягалите от обсадата жители се завърнали в руйните на града и установили, че управляващата класа е напуснала града и се е установила на Венецианската лагуна. Падуа трудно и бавно се възстановявала от опожаряването, така че останала слаба и незащитена чак до завладяването на Северна Италия от франките.

### Франкско и епископално господство
През 774 г. Карл Велики подчинява Ломбардите и под покровителството на Папата присъединява цяла Северна Италия към империята си до разпадането ѝ през 840 г. През 899 г. маджарите ограбват и опустушават града. Следващите години територията е част от Кралство Италия, впоследствие на Свещената Римска Империя.

### Самоуправление и възход
В годините на Късното Средновековие Падуа се в развива в посока на самоуправление в рамките на различни съюзи: Ломбардската Лига, Веронската лига, Свещена Римска Империя, както и в тесни взаимотношения и противоречия с Венеция. В началото на 11ти век гражданите на Падуа създават своя конституция определяща главен съвет или правителство и „креденца“ или изпълнително тяло. До началото на 12ти век Падуа е в постоянен конфликт със съседните градове-държави Венеция и Виченца, за достъпа до водите на реките Брента и Бакильоне.
През 1138 г. градът прехвърля правата от правителството на двама консули.
През 1174 г. голям пожар нанася сериозни щети на града.
Временният възход на Ломбардската лига помага за укрепването на градовете в Северна Италия. И все пак тяхната градска ревност и съперничество отново ги довежда до слабост. През 1214 – 1216 г. Падуа е въвлечен в конфликт с Венеция, който губи.
През 1236 г. Фридрих II среща затруднения да запази службата на своя викарий Ецелино III да Романо в Падуа и съседните градове, заради жестокостите, които божият служител извършвал върху населението. Ецелино бил отстранен през 1256 г. без кръвопролития, благодарение на Папа Александър IV.
Следват години на мир и просперитет: започва строителството на голяма базилика, а падуанци стават господари на Виченца. През 1222 г. е основан университетът в Падуа, който е втори по рода си в Италия след този в Болония и добива голяма популярност и авторитет. За времето се явява най-прогресивният център за изучаване и развитие на природни науки, медицина и хуманизъм. Два-три века по-късно, в период от своя живот там са работели и изучавали знаменитите астрноми и учени Галилео Галилей и Николай Коперник. Там е защитил докторантура английският лекар, откривател на принципите на кръвообръщението Уилям Харви.

## Спорт
Представителният футболен отбор на града се казва Калчо Падуа.

## Известни личности
Родени в Падуа
- Тит Ливий (59 пр.н.е. – 17), историк
- Рикардо Патрезе (* 1964), автомобилен състезател
- Андреа Паладио (1508 – 1580), архитект
- Пиеро Пасторе (1903 – 1968), футболист и киноартист
- Алберто Фортис (1741 – 1803), естественик
- Мелкиоре Чезароти (1730 – 1808), поет

Починали в Падуа
- Тит Ливий (59 пр.н.е. – 17), историк
- Барбара Строци (1619 – 1677), композитор

Други личности, свързани с Падуа
- Леон Батиста Алберти (1404 – 1472), архитект, учи в града през 1414 – 1418
- Николас Бернули (1687 – 1759), математик, преподава в университета през 1716 – 1722
- Донатело (1387 – 1466), скулптор, живее в града през 1444 – 1456
- Франческо Петрарка (1304 – 1374), поет, живее в града след 1367 г.
- Галилео Галилей (1564 – 1642) астроном, преподава в университета в периода 1592 – 1610